# Organisation militaire ukrainienne
L'Organisation militaire ukrainienne (en ukrainien : Українська Військова Організація, UVO) est une des organisations nationalistes ukrainiennes les plus extrémistes qui ont émergé à la fin de la Première guerre mondiale, mouvement de résistance et de sabotage actif en Pologne au cours de l'entre-deux-guerres. Créée en septembre 1920 à Berlin, elle est dirigée par Yevhen Konovalets.

## Histoire

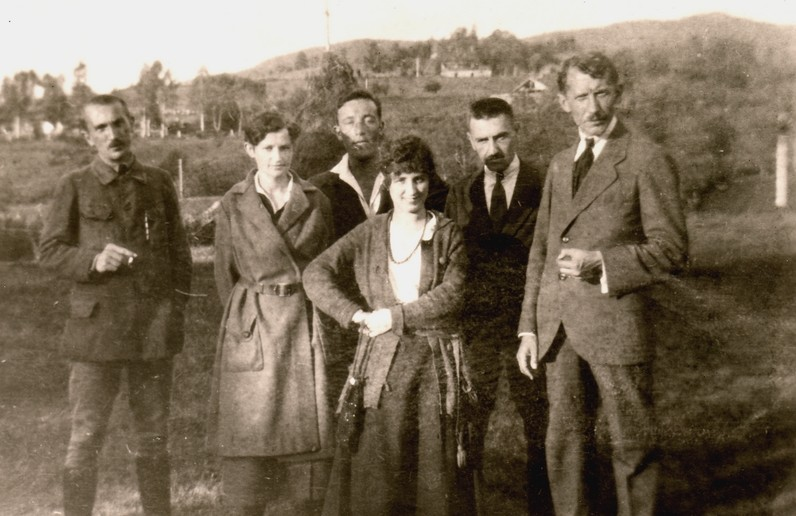
En 1921 à Vorokhta, de gauche à droite : Yaroslav Tchyj, Paraskovia Tchmola, Vassyl Koutchabskyi, Taïssia Iouriyeva, Ivan Chmola et Yevhen Konovalets.

L'UVO a ses racines autour de Lvov, en Galicie austro-hongroise, qui passe sous autorité polonaise en 1920. Elle fut politiquement active auprès de la diaspora ukrainienne à l'étranger, notamment en Allemagne, en Lituanie et en Autriche.
En dehors de l'enseignement militaire que reçut ses membres, l'UVO mit en garde contre toute forme de coopération avec les autorités polonaises. Durant les années 1920, l'UVO livra une lutte acharnée contre les Polonais, les violences eurent lieu de part et d'autre.
L'Organisation militaire ukrainienne avait comme principal objectif la protection de la minorité ukrainienne. Elle organisa néanmoins un certain nombre d'assassinats à l'encontre de personnalités politiques polonaises et de personnalités ukrainiennes. Parmi ces tentatives d'assassinat, on peut citer celle à l'encontre de  Józef Piłsudski, du représentant de la ville de Lviv Kazimierz Grabowski le 25 septembre 1921, du président de Pologne Stanisław Wojciechowski et de son vice-président Tadeusz Hołówko. L'UVO assassina le poète ukrainien Sydir Tverdohlib en 1922. Les actions terroristes de l'UVO sont l'une des raisons de la création du Corps de défense des frontières polonaises. L'Organisation a été aussi responsable de la mort du ministre de l'Intérieur polonais Bronislaw Pieracki et avait, en grande partie, permis la vente d'armes et la formation pratique dans la diversion des terroristes de l'organisation juive Irgoun.

### Commandants de l'UVO
- 1922 à 1923 : Iouri Polansky ;
- 1923 : Petro Bakovitch ;
- 1923 à 1924 : Andriy Melnyk ;
- 1924 à 1926 : Iaroslav Indychevskyi ;
- 1927 à 1928 : Roman Souchko ;
- 1929 : Omélian Senik ;
- 1929 à 1930 : Roman Souchko ;
- 1930 : Julian Holovitski.

## De l'UVO à l'OUN
Même si de manière officielle l'Organisation militaire ukrainienne exista jusqu'à la Seconde Guerre mondiale, elle fut entre 1929 et 1934 partie intégrante d'une nouvelle organisation, l'Organisation des nationalistes ukrainiens.
L'OUN est née de la fusion entre l'Organisation militaire ukrainienne (UVO) et des associations étudiantes nationalistes : le Groupe national de la jeunesse d'Ukraine, la Ligue des nationalistes ukrainiens et l'Union de la jeunesse nationaliste ukrainienne. En dehors de Yevhen Konovalets, Andry Melnyk fut l'un de ses principaux dirigeants.